# Hroar Stjernen
Hroar Stjernen (* 11. Februar 1961 in Beitstad) ist ein ehemaliger norwegischer Skispringer und heutiger Skisprungfunktionär.

## Werdegang
Stjernen nahm von 1984 bis 1990 an internationalen Wettbewerben teil. Seinen einzigen Weltcupsieg erzielte er 1985 in Bischofshofen.  Bei der Nordischen Skiweltmeisterschaft 1987 in Oberstdorf gewann er mit dem Team die Silbermedaille und wurde Vierter im Einzelwettbewerb von der Normalschanze. Außerdem erzielte er mehrere Podestplätze im Skisprung-Europacup, darunter drei Siege.
Später arbeitete er als Sportdirektor der norwegischen Skisprung-Nationalmannschaft. Nach dem schlechten Abschneiden der Mannschaft bei der Vierschanzentournee 2002 trat er wenige Tage nach Trainer Ludvik Zajc von seinem Posten zurück. Zuvor hatte Stjernen die Verpflichtung von Mika Kojonkoski als Trainer für die neue Saison erreicht, was jedoch bis zum Saisonende geheim gehalten wurde. Später war Stjernen erneut als Sportdirektor im Gespräch, konnte sich jedoch nicht gegen Clas Brede Bråthen durchsetzen. Heute ist er als Technischer Delegierter der FIS bei Skisprungwettbewerben aktiv.
Sein Sohn Andreas Stjernen war bis 2019 ebenfalls als Skispringer aktiv.

## Erfolge

### Weltcupsiege im Einzel
| Nr. | Datum          | Ort           | Typ         |
| --- | -------------- | ------------- | ----------- |
| 1.  | 6. Januar 1985 | Bischofshofen | Großschanze |

## Statistik

### Weltcup-Platzierungen
| Saison  | Platz | Punkte |
| ------- | ----- | ------ |
| 1984/85 | 13.   | 071    |
| 1985/86 | 18.   | 068    |
| 1986/87 | 05.   | 159    |
| 1987/88 | 26.   | 030    |

### Vierschanzentournee-Platzierungen
| Saison  | Platz | Punkte |
| ------- | ----- | ------ |
| 1984/85 | 09.   | 784    |
| 1985/86 | 04.   | 801    |